# Perinetella nigroflava
Perinetella nigroflava är en insektsart som beskrevs av Synave 1956. Perinetella nigroflava ingår i släktet Perinetella och familjen Flatidae. Inga underarter finns listade i Catalogue of Life.